# Sierra de Magdalena
La sierra de Magdalena es una sierra de gran altitud pero de escasa área que se encuentra en el condado de Socorro en el centro-oeste de Nuevo México en el sudoeste de los Estados Unidos de América.  El punto más alto de la sierra en el cerro Pelado del Sur de unos 3 287 m.  El cordal montañoso se ubica en dirección norte-sur por unos 28 km de longitud.   La sierra se ubica al sur del pueblo de Magdalena y a 28 kilómetros de Socorro.  La sierra toma su nombre del pico volcánico de su cara oeste denominado pico Magdalena en honor a María Magdalena.  Una formación en forma de talo en el picacho se asemeja a la cara de una mujer.